# Joe Clark
Charles Joseph "Joe" Clark (* 5. června 1939) je kanadský politik, představitel Progresivně-konzervativní strany Kanady, jejímž předsedou byl v letech 1976–1983 a 1998–2003. Byl premiérem Kanady několik měsíců v letech 1979–1980. Byl nejmladším kanadským premiérem v historii, jeho menšinový kabinet však dlouho nevydržel.